# Lingua olandese media
L'olandese medio è un nome collettivo per un numero di dialetti germanici occidentali correlati che furono parlati e scritti tra il 1150 e il 1500. Il loro antecedente è l'antico olandese.
All'epoca non esisteva ancora una lingua comune, ma i vari dialetti erano mutuamente comprensibili.